# Theatres des Vampires
Theatres des Vampires is een Italiaanse gothic metalband met invloeden uit de black metal, die bekend is om het gebruik van vampirisme in hun teksten.

## Geschiedenis
De band werd in 1994 opgericht door Alessandro Nunziati. Problemen met de bezetting leidde ertoe dat het eerste studioalbum volledig door Nunziati werd opgenomen.
Rond 1999 had de band een stabiele bezetting, en hiermee werd het album The Vampire Chronicles opgenomen. De band maakte tijdens de promotie gebruik van lichtshows. Tijdens de liveoptredens wordt een beeld geschetst over vampirisme, en dit wordt ook sterk toegepast in hun teksten, dat heeft bijgedragen aan de groei van hun fanbasis.
Theatres des Vampires produceerde tien albums voor het platenlabel Plastic Head, en kreeg bekendheid in Europa, Zuid-Amerika, en Rusland. In 2003 tourde de band met Christian Death door Europa.
Vanaf 2004 is Sonya Scarlet de hoofdvocalist. Soms sneed Scarlet zichzelf tijdens een optreden zodat fans haar bloed konden drinken. In 2005 werd deze vorm van aderlaten vanwege wettelijke voorschriften in Engeland verboden.
Op 28 november 2005 bracht platenlabel Aural Music het album Pleasure and Pain uit. Op 19 maart 2007 werd de dubbel-cd Desire of Damnation uitgebracht. Nummers op dit album zijn afkomstig van het liveoptreden The Addiction Tour 2006 met enkele nieuwe nummers en remixes.
Op 14 oktober 2016 bracht de band hun tiende studioalbum uit, genaamd Candyland, bij platenlabel Scarlet Records. Hierop is een gastoptreden van Fernando Ribeiro van de band Moonspell.

## Muzikale stijl
Theatres des Vampires combineert black en symfonische metal op hun eerste albums. De bandleden vinden zichzelf geen satanisten, en noemen religie een "opium voor het menselijke verstand". Op latere albums worden er ook elementen van gothic metal in de muziek gebracht. Omdat het genre van de muziek moeilijk valt te classificeren wordt het vaak aangeduid als "Vampiric Metal".

## Bandleden

### Huidige leden
- Sonya Scarlet - vocalen (1999-heden)
- Giorgio Ferrante - gitaar (2016-heden)
- Zimon Lijoi - basgitaar, achtergrondvocalen (1997-heden)
- Gabriel Valerio - drums, achtergrondvocalen (1997-heden)

### Oud-leden
- Alessandro Nunziati (1994-2004)
- Fabian Varesi (1997)
- Roberto Cufaro (2002-2006)
- Anna Consuelo Cerichelli (1999-2002)
- Enrico De Dominicis (1996)
- Alessandro Pallotta (1999-2002)
- "Strigoi" (1999-2001)
- "Mortifer" (2001)
- Stephan Benfante (2006)

## Discografie
- Nosferatu, eine Simphonie des Grauens (1995, demo)
- Vampyrìsme, Nècrophilie, Nècrosadisme, Nècrophagie (1996)
- The Vampire Chronicles (1999)
- Bloody Lunatic Asylum (2001)
- Iubilaeum Anno Dracula 2001 (2001, ep)
- Suicide Vampire (2002)
- Vampyrìsme (2003, heruitgave)
- The Blackend Collection (2004)
- Nightbreed of Macabria (2004)
- Pleasure and Pain (2005)
- The Addiction Tour (2006, livealbum, dvd)
- Desire of Damnation (2007, compilatiealbum)
- Anima Noir (2008)
- Moonlight Waltz (2011, livealbum)
- Candyland (2016)
- In Nomine Sanguinis (2021)